# Abadía de Saint-Jacques (Lieja)
La Iglesia de Saint-Jacques-le-Mineur de Lieja (Église Saint-Jacques-le-Mineur – Liège) se encuentra ubicada en Lieja, Bélgica (50 ° 38′13.2 ″ N 5 ° 34′13.4). Antigua abadía benedictina de Saint-Jacques en Lieja, fue fundada en 1015 por el príncipe-obispo Baldéric II, sucesor de Notger.
Después del Concordato de 1801, la colegiata de Saint-Jacques se convirtió en iglesia parroquial; El claustro principal, un parque y los edificios de la abadía fueron demolidos y reemplazados por otros más modernos
Entre los años 1055 y 1056 un monje de Santiago emprendió un viaje hacia Compostela para traer una reliquia del santo patrón de su abadía. Un documento escrito aproximadamente cincuenta años después por Guiles d´Orval relata este viaje

## La Abadía

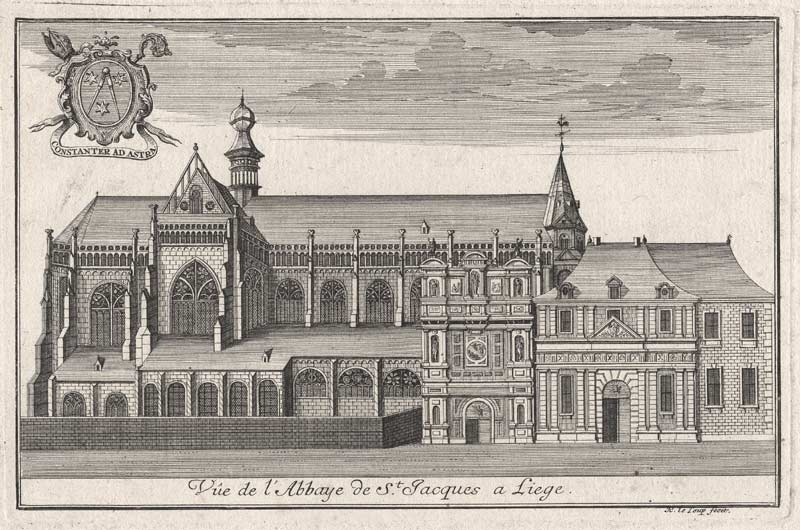
Grabado de la abadía de Saint-Jacques en 1735

Esta abadía debe su fundación al obispo Balderic II, en memoria de la batalla de Hoegaarden; Su construcción inició entre 1015-1016. Los condes de Looz son procuradores de la abadía de Saint- Jacques 2 desde 1016
Ha pasado por un periodo de reconstrucciones finalizado en 1538. Su estilo arquitectónico característico se define como un Gótico flamígero con arcos ojivales y el uso del denominado estilo terciario Contando con varios claustros decorados.
La abadía siempre ha estado dedicada a Santiago el Menor, aunque muy a menudo se le asocia con el Apóstol de Compostela. 
Desde el principio, la escuela monástica se hizo famosa y la abadía floreció; los monjes fundaron el monasterio de Lubin en Poloniaasí como el priorato de Saint-Léonard en el distrito norte de Lieja.
La abadía albergaba la tumba de un obispo extranjero llamado Jean, Reemplazado en 1906 por una copia del escultor lovanista Paul Roemaet, el original fue trasladado a la Catedral de San Pablo y vuelto a montar en la Sala de los Archidiáconos del Tesoro de la Catedral de San Pablo. No sabemos mucho sobre Jean, obispo italiano en el exilio. Su epitafio en latín fue transcrito por el cronista Gilles d´Orval hacia 1250
Después del concordato de 1801, la colegiata de Saint-Jacques se convirtió en parroquia en sustitución de la demolida colegiata de Saint-Pierre de Liège, y los claustros se transformaron en viviendas privadas.

## El Viaje de Robert a Compostela por las reliquias de Santiago
Variadas fuentes, tales como la Gestaepiscoporum Leodiensium de Gilles d´Orval afirman la peregrinación hacia Compostela en el año 1056, encabezada por el monje Robert que tras un aproximado de 72 días volvería con la reliquia del radio de Santiago el mayor, brindada por el obispo Cresconio de Compostela, bajo el mando del rey García de Galicia más que por su propia potestad
La llegada de estas reliquias a Lieja se dio el día 13 de mayo de 1056. Comúnmente se tiende a confundir el patronato de la abadía como consagrado a Santiago el mayor; santo de territorio español, detalle que se menciona como parte clave para el éxito de la peregrinación ordenada bajo afirmación de Enrique III emperador del sacro imperio germano

## Reconstrucción

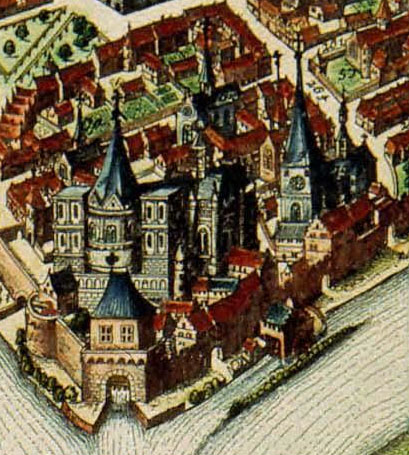
La abadía en 1642

Su reconstrucción, iniciada en 1420, no se completó hasta 1522 bajo el abad Jean de Cromois. En 1538 el abad Nicolás Balis le dio los últimos toques y en 1552 tuvo lugar la consagración de la nueva iglesia. El portal renacentista añadido en 1558 se atribuye a Lambert Lombard. Gilles Lambrecht elegido en 1611. Colocó una piedra conmemorativa en honor a Baldéric II (todavía existe en el crucero derecho de la iglesia). En el punto correspondiente del crucero izquierdo otra piedra recordaba al obispo Réginard

## Artículos en otros idiomas
El presente artículo recopila algunas fuentes y datos de versiones más extensas en el idioma francés. 
- Abbaye Saint-Jacques de Liège

- Église Saint-Jacques-le-Mineur de Liège